# Bee County
Bee County är ett administrativt område i delstaten Texas, USA, med 31 861 invånare (2010). Den administrativa huvudorten (county seat) är Beeville.  

## Geografi
Enligt United States Census Bureau har countyt en total area på 2 280 km². 2 280 km² av den arean är land och 0 km² är vatten.

### Angränsande countyn
- Karnes County - nord
- Goliad County - nordost
- Refugio County - öst
- San Patricio County - sydost
- Live Oak County - väst